# Muránska Dlhá Lúka
Muránska Dlhá Lúka este o comună slovacă, aflată în districtul Revúca din regiunea Banská Bystrica, pe malul râului Muráň⁠(d). Localitatea se află la altitudinea de 343 m deasupra n.m., se întinde pe o suprafață de 18,65 km2 și în 2017 număra 904 locuitori. Se învecinează cu Revúca, Muránska Zdychava, Muráň și Muránska Lehota.

## Istoric
Localitatea Muránska Dlhá Lúka este atestată documentar din 1357.

## Demografie
| An:                | 1994 | 2004   | 2014    | 2024   |
| ------------------ | ---- | ------ | ------- | ------ |
| Număr de persoane: | 722  | 782    | 894     | 938    |
| Diferență:         |      | +8,31% | +14,32% | +4,92% |

| An:                | 2023 | 2024   |
| ------------------ | ---- | ------ |
| Număr de persoane: | 936  | 938    |
| Diferență:         |      | +0,21% |